# Leandro N. Alem (partido)
Leandro N. Alem (Partido de Leandro Nicéforo Alem) is een partido in de Argentijnse provincie Buenos Aires. Het bestuurlijke gebied telt 16.358 inwoners. Tussen 1991 en 2001 daalde het inwoneraantal met 1,18 %.

## Plaatsen in partido Leandro N. Alem
- Alberdi Viejo
- El Dorado
- Fortín Acha
- Juan Bautista Alberdi
- Leandro N. Alem
- Perkins
- Trigales
- Vedia